# Isao Sasaki
Isao Sasaki ( jap. ささき いさお（佐々木功）, Sasaki Isao, 16. svibnja 1942.) japanski je glumac, pjevač i posuđivač glasa u mnogim japanskim anime animiranim filmovima i serijama.